# William Vickrey
William Spencer Vickrey (født 21. juni 1914 i Victoria, Britisk Columbia, død 11. oktober 1996 i Harrison, New York) var en canadisk økonom og bl.a. professor ved Columbia University i New York. I 1996 blev han tildelt Nobelprisen i økonomi sammen med James Mirrlees "for deres fundamentale bidrag til den økonomiske teori om incitamenter under asymmetrisk information". Vickrey døde imidlertid af et hjerteanfald kun tre dage efter annonceringen af Nobelprisen. Hans kollega fra Columbia University, C. Lowell Harris, modtog derfor prisen på hans vegne ved ceremonien i Stockholm 10. december 1996. Vickreys Nobelpris er dermed et af de fire tilfælde, hvor Nobelprisen er blevet præsenteret posthumt.

## Baggrund
William Vickrey blev bachelor i matematik ved Yale University i 1935, men tog sin kandidatgrad i 1937 og Ph.D. i 1948 ved Columbia University, hvor han også tilbragte det meste af sin karriere. Han var en aktiv kvæker. I 1951 giftede han sig med Cecile Thompson.

## Forskning
Vickrey er ikke mindst kendt som en foregangsmand indenfor auktionsteori. Han var den første, der anvendte spilteoretiske tankegange på dynamikken ved afholdelse af auktioner. I sin banebrydende artikel udledte Vickrey flere forskellige auktionsligevægte. Det særlige begreb "Vickrey-auktion" er opkaldt efter ham.
Vickrey arbejdede også med trængselsprissætning, tankegangen om at brugen af veje og andre tjenester skulle prissættes, sådan at brugerne kan se omkostningerne ved, at ydelsen anvendes, når der stadig er efterspørgsel. Trængselsprissætning giver et signal til brugerne om at ændre dres adfærd, eller til investorer om at forøge udbuddet af den pågældende tjeneste. Teorien er bl.a. senere blevet brugt ved roadpricing i byer som London.
Ligesom sin med-Nobelprisvinder James Mirrlees har Vickrey også leveret en række andre forskningsresultater indenfor offentlig økonomi. I sin økonomiske tankegang var han påvirket af John Maynard Keynes. Han anbefalede også større vægt på beskatningen af jord på linje med Henry George som følge af tilstedeværelsen af den særlige jordrente, der ifølge Vickrey gjorde beskatning af jord til en af de bedste skatter, der findes. Vickrey var blandt andet stærkt kritisk overfor tankerne om, at det er en god ide for en regering at forsøge at overholde et balanceret budget. 